# 刀克
刀克（維吾爾語：دوغاپ‎）又被译为多合，是在中华人民共和国新疆维吾尔自治区南疆地区等地盛行的夏季消暑饮品。常见于喀什地区、阿克苏地区、和田地区等地。刀克由碎冰或冰块、清水和酸奶制成，有时会加入糖稀，味道酸甜并有奶香，口感冰凉。

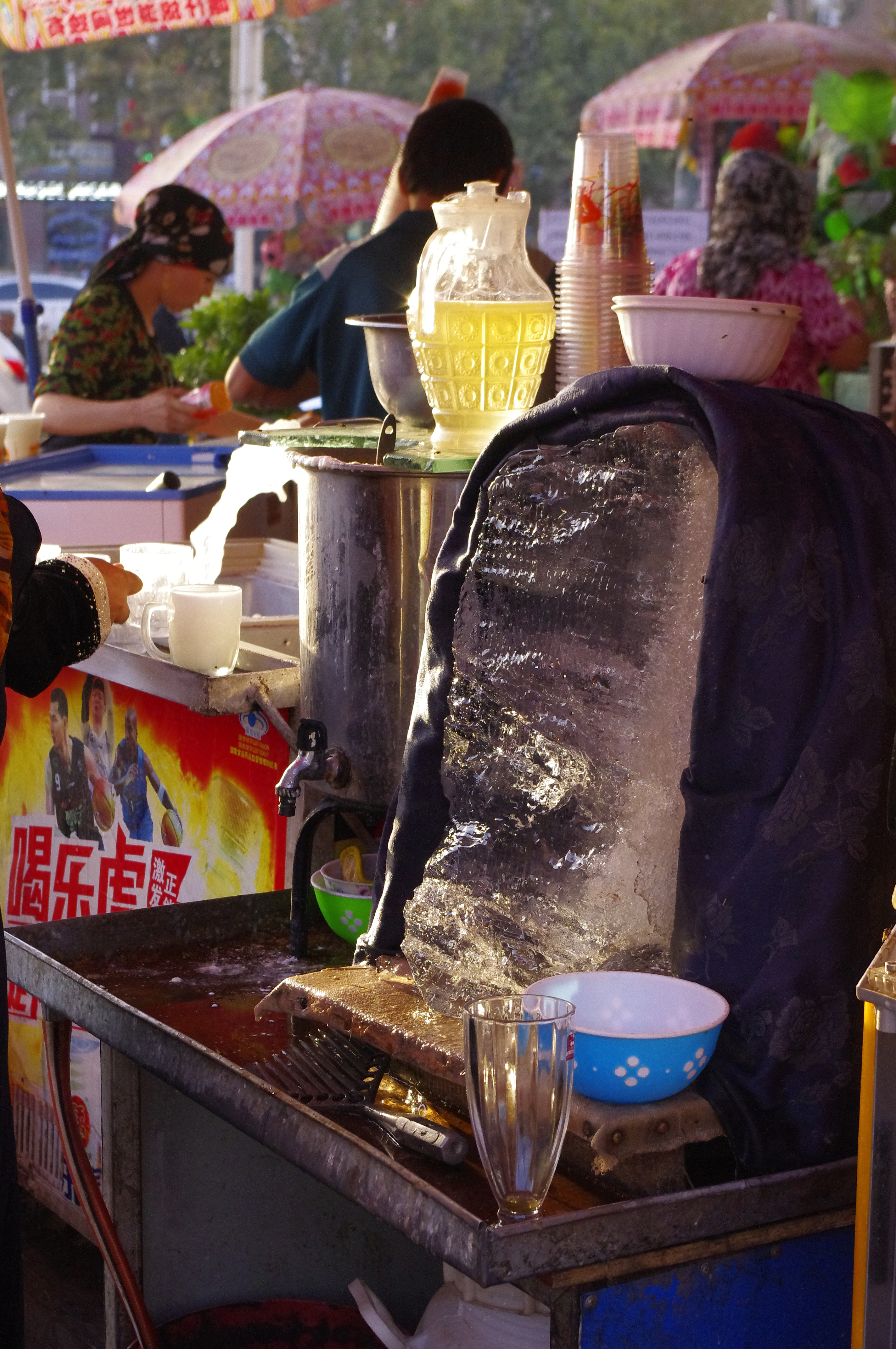
制作刀克所需的冰块、糖稀和酸奶

## 历史
有一种说法认为刀克在喀什地区至少有200年的历史，有的人家已经传承至少四代制作刀克。另外一种说法认为刀克出现在20世纪40年代末，相传最初提出刀克做法的人是一位食客，在他喝冰水时和卖冰水老板建议加入碎冰、糖。后经老板尝试发现口味不错，刀克也因此传播开。

## 制作
刀克的原材料包括冰块、清水和酸奶。制作刀克所使用的冰，是从当地的水库、涝坝等水域采集得来。每年冬季的1到2月份，维吾尔族居民在过去会使用斧头、钢钎将水面的冰或切或凿成数块边长一米左右的冰块，现在则会使用切割设备。然后给冰块裹上麦草，过去通过驴车，现在多用拖拉机和装载机运送回冰窖中。为保证冰窖恒温，冰窖的冰块需错落摆放，其间缝隙需要使用碎冰填实。等到夏天，冰块会批发给各地的巴扎、饭店和饮料店。刀克摊一般会在夏天搭起凉棚，制作刀克前会用清水清洗冰的表面。制作刀克先将冰块凿下半碗大小不一的碎冰，大的冰块如核桃般大小，中等大小的如葡萄，小的则和冰沙类似。之后再往碗中加入几勺酸奶并用木勺搅拌，酸奶是由马奶、牛奶或者羊奶制成，奶经过发酵后呈现淡黄色。老板或老板的孩子在搅拌时会将碗中的碎冰酸奶高高抛起再接住，如此数次既让冰和酸奶更好的融合也能够吸引顾客。酸奶、冰块经过抖、搅的过程后充分融合在一起，成为刀克。

### 沙朗刀克
沙朗刀克（‎）是在刀克的基础上添加上糖稀做成的。早期因为砂糖的供给定量，价格也不便宜，制作刀克的老板们选择使用发酵过的葡萄汁加入砂糖煮沸至粘稠状，再用于沙朗刀克的制作上。而现在，主要将麦芽糖熬制成糖稀即可。在阿图什市等地的沙朗刀克也会选择蜂蜜代替糖稀。“沙朗”在维吾尔语中是“傻瓜”之意，得名的原因有在吃沙朗刀克时，其风味一会甜一会酸，加上碎冰冰凉的口感，让人有傻掉了的感觉的说法。也有因为和其他刀克制作方法不一样，是违反常规的“傻瓜”制作方法的说法。还有因为沙朗刀克美味，以前只吃碎冰和酸奶的人是傻瓜，故称其为沙朗刀克的说法。